# کاخ المنتزه
کاخ المنتزه (عربی: قصر المنتزة) یکی از کاخ‌های پادشاهی در مصر بشمار می‌رود و آنرا «خدیوی عباس حلمی پاشا» در سال ۱۸۹۲ در شهر «اسکندریه» بنا کرد. این کاخ در داخل باغی که به اسم «حدائق المنتزه» معروف است واقع شده است.

## تاریخچه
کاخ المنتزه اولین کاخ السلاملک است که بوسیله عباس حلمی پاشا در سال ۱۸۹۲ بنا شد، تا خاندان محمد علی فرمانروایی خودش را بر سلسله خدیوی مصر نگه دارد.
کاخ بزرگ الحرملک و باغ‌های سلطنتی که در سال ۱۹۳۲ توسط احمد فؤاد بنا شده است به کاخ المنتزه افزوده شده است.

## نگارخانه

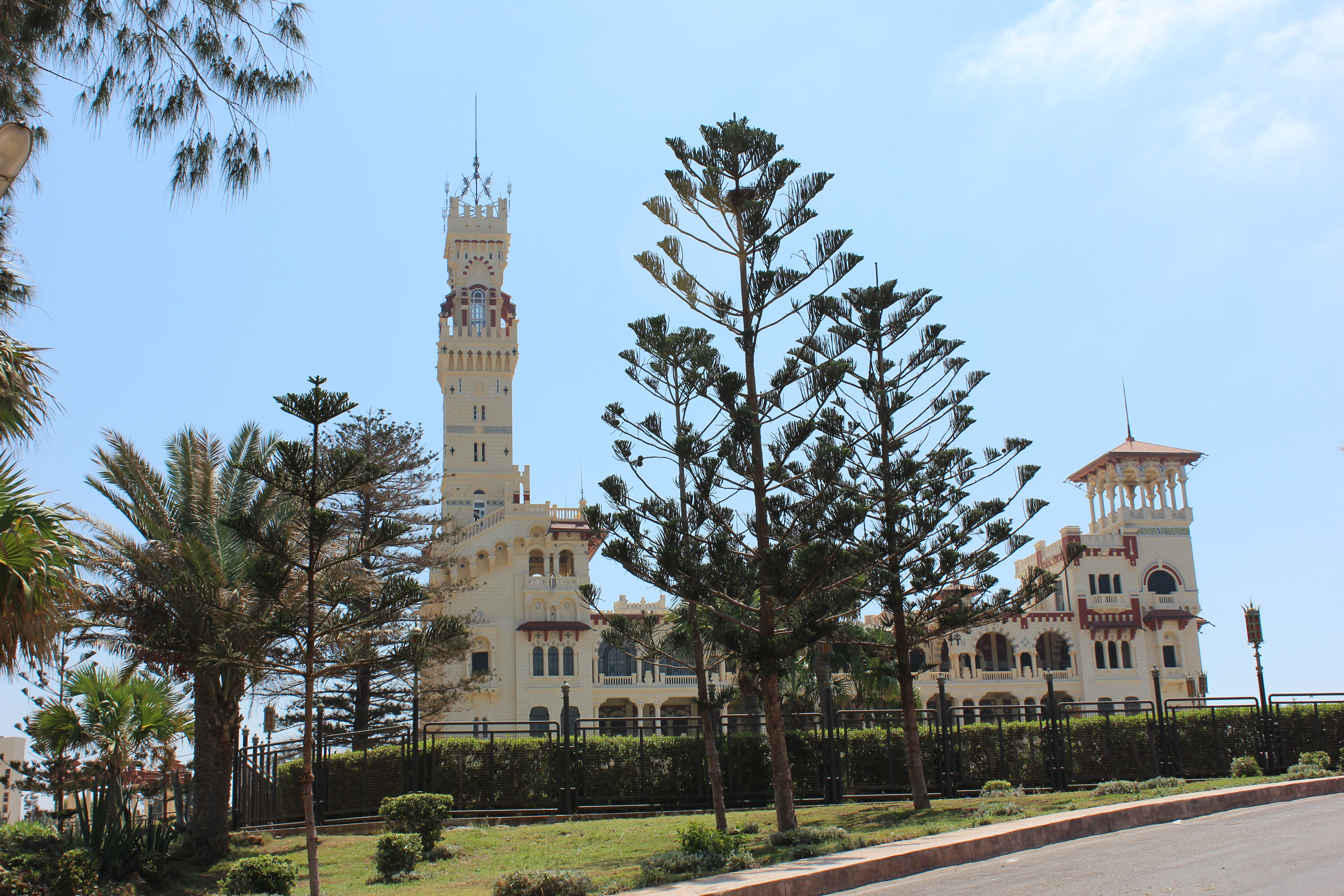
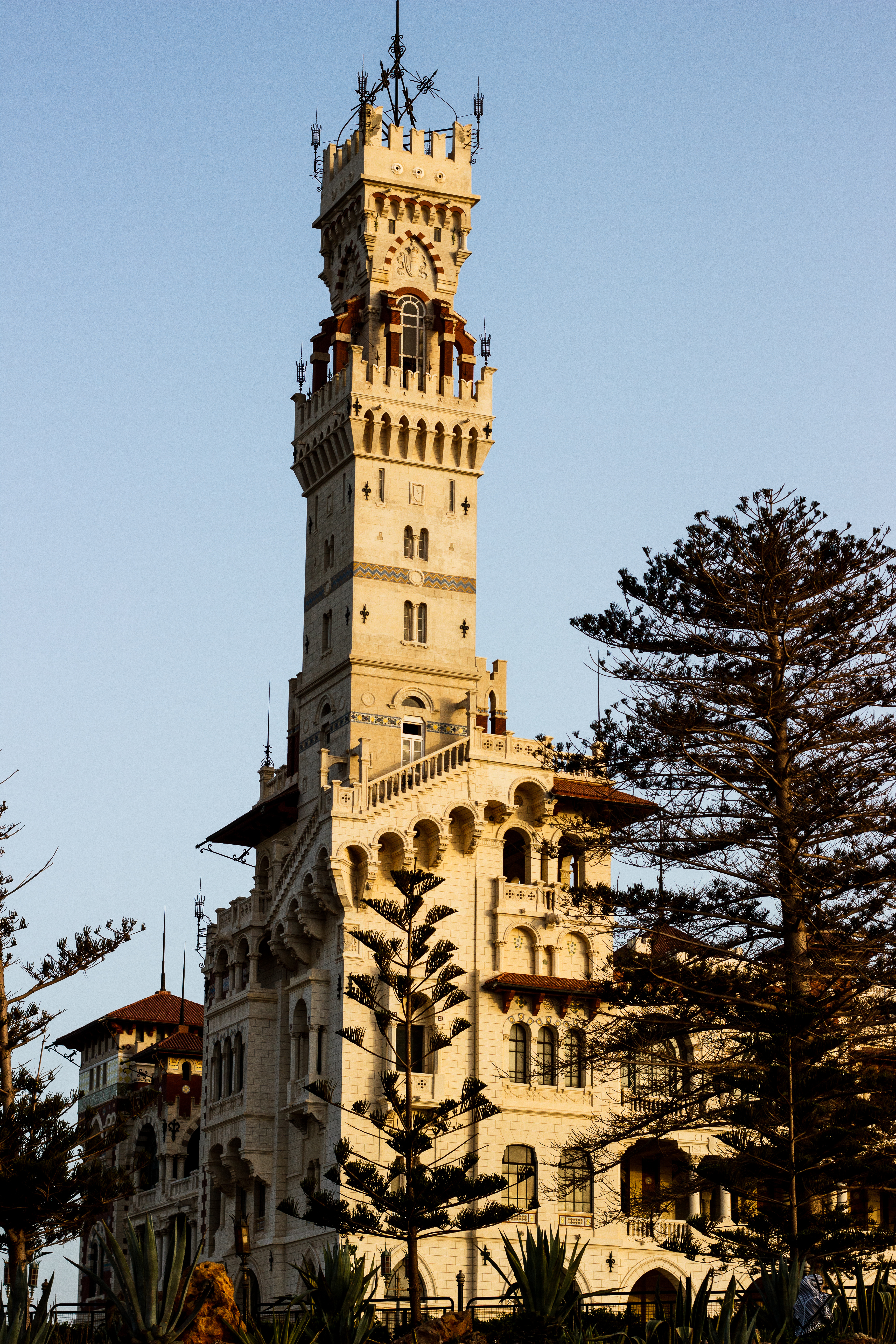
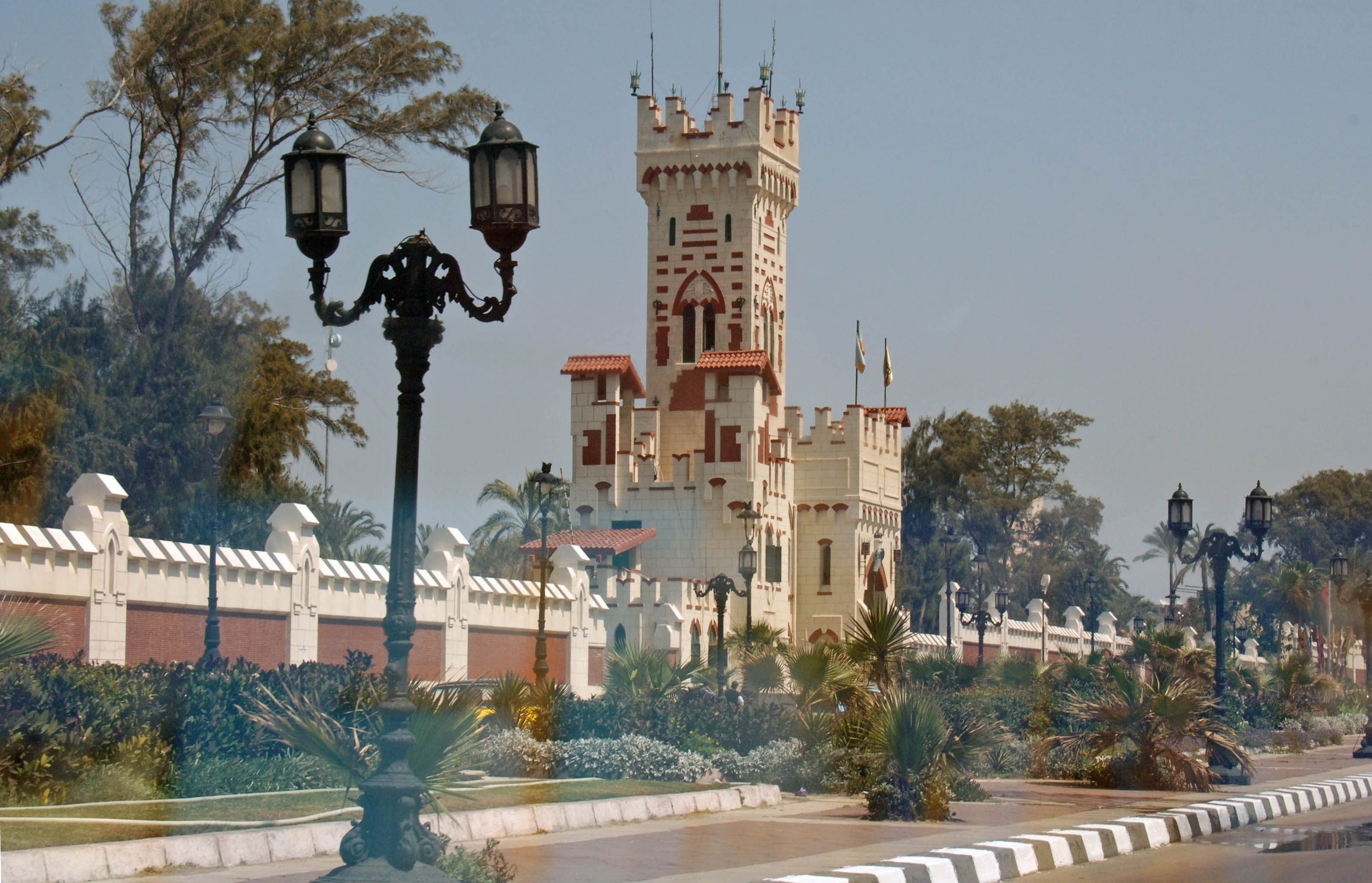
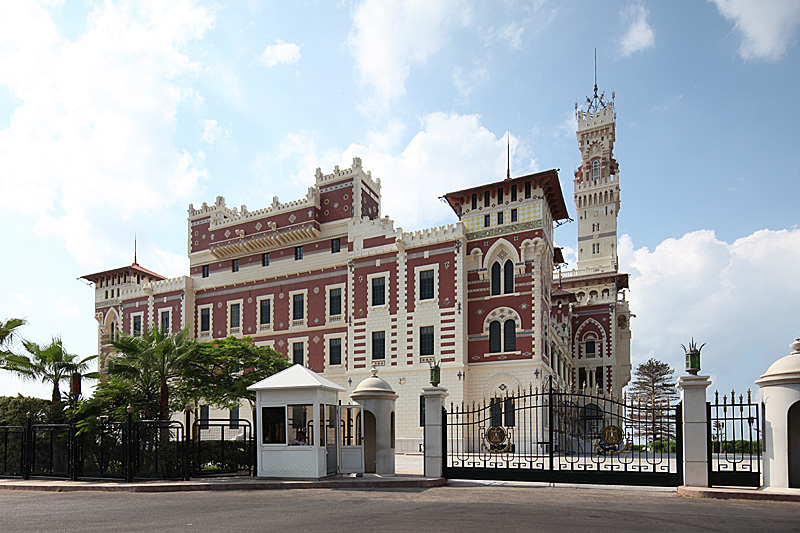
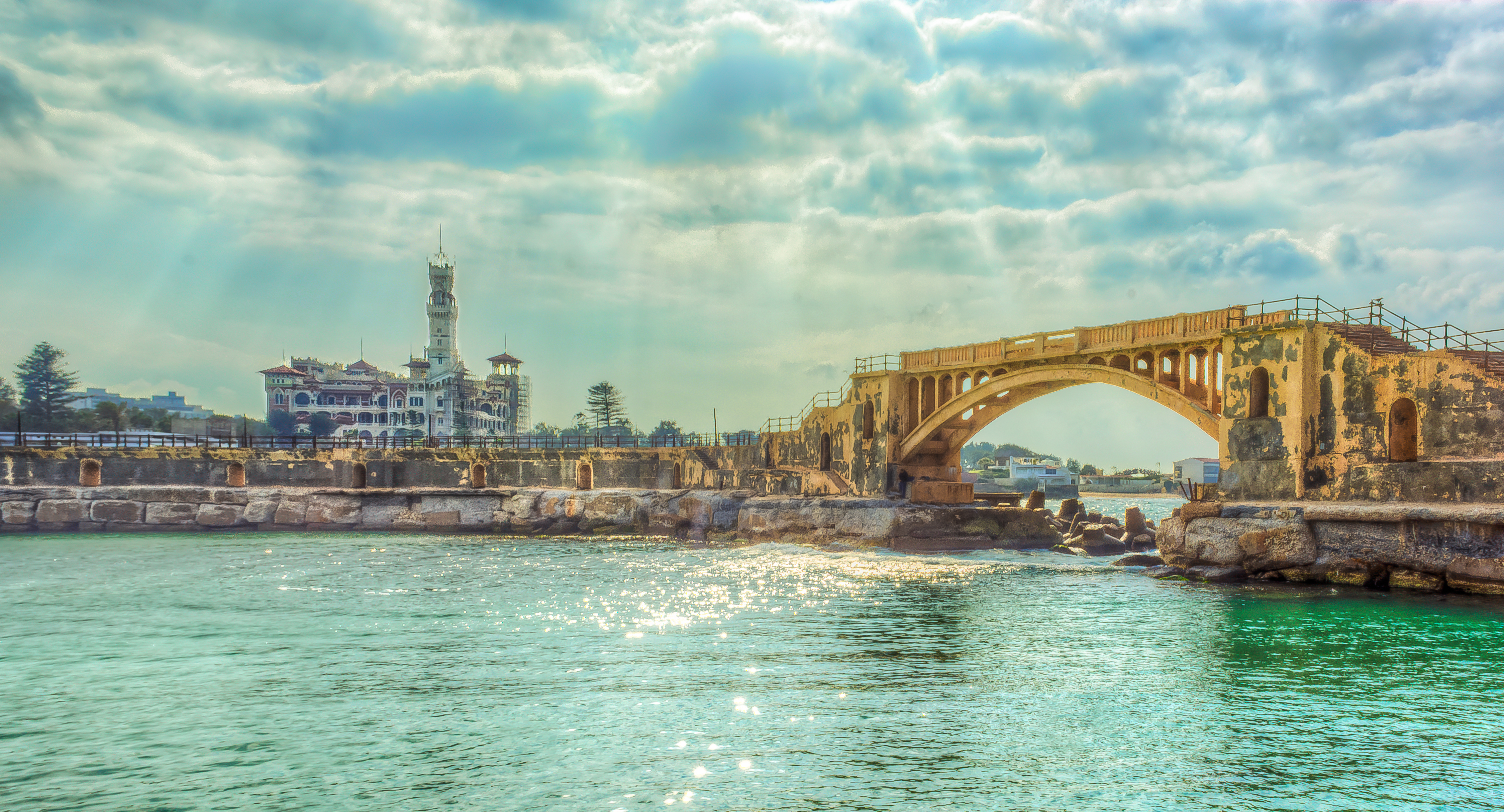
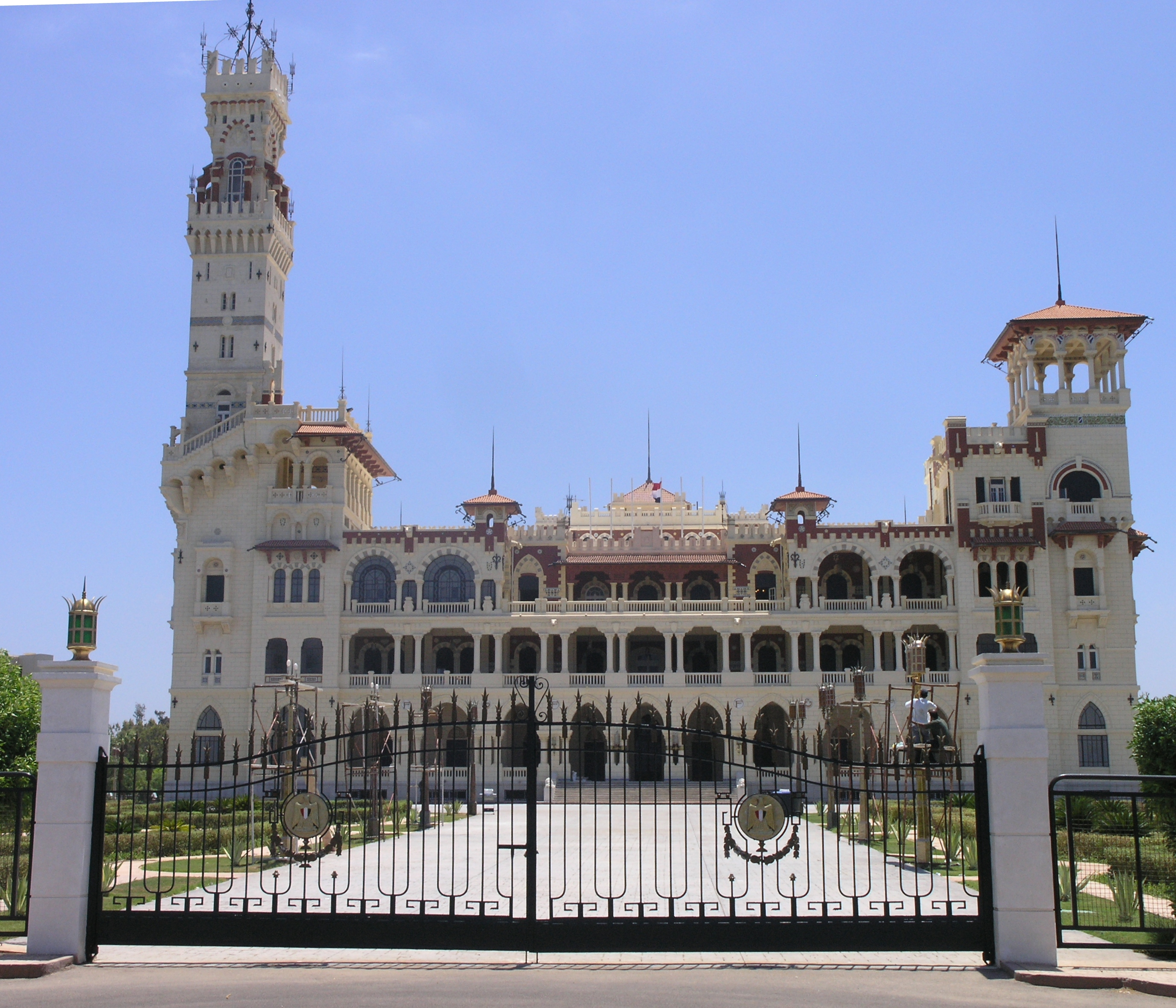
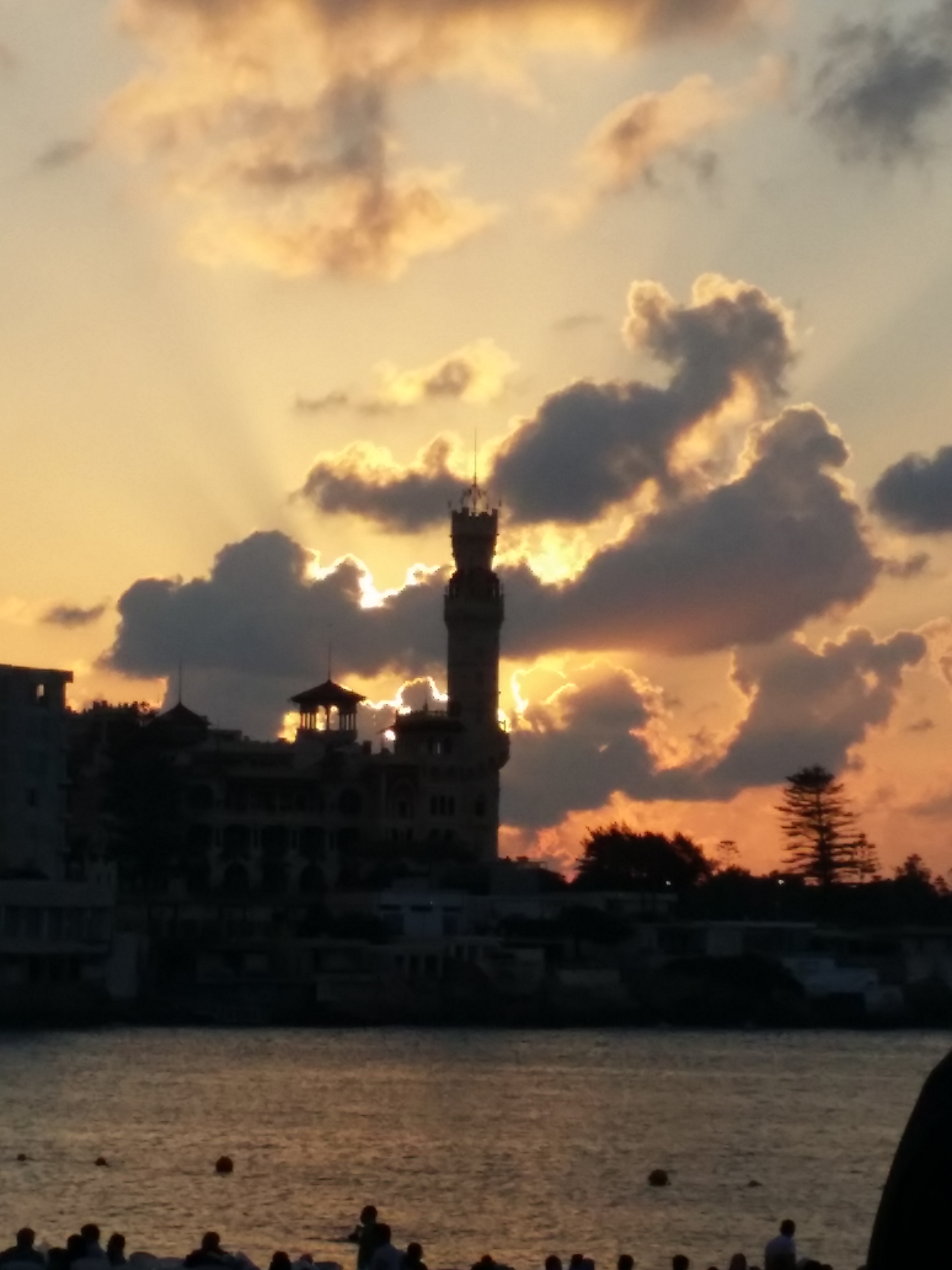
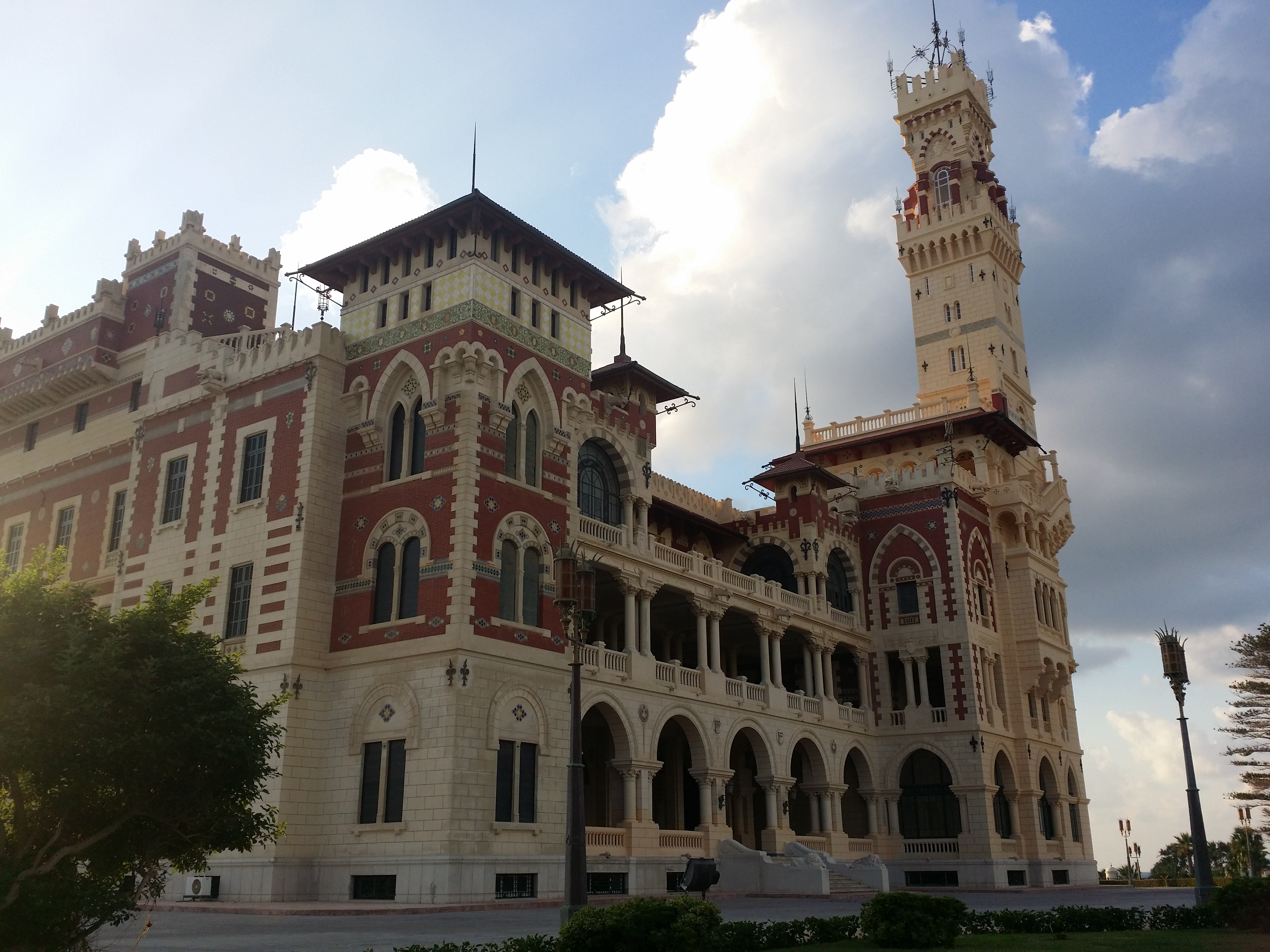